# Hernán Giraldo Jaramillo
Hernán Giraldo Jaramillo (ur. 21 października 1936 w Manizales) – kolumbijski duchowny katolicki, biskup diecezji Buga w latach 2001–2012.

## Życiorys
Święcenia kapłańskie przyjął 15 sierpnia 1964 i został inkardynowany do diecezji Cartago. Był m.in. profesorem seminarium w Cartago i wikariuszem generalnym diecezji.

### Episkopat
27 czerwca 1984 został mianowany przez papieża Jana Pawła II biskupem pomocniczym diecezji Pereira ze stolicą tytularną Alexanum. Sakry biskupiej udzielił mu 6 sierpnia tegoż roku ówczesny biskup Cartago, bp José Gabriel Calderón Contreras. W uroczystości uczestniczył także brat biskupa Giraldo Jaramillo, Alberto, ówczesny biskup Cúcuty, a późniejszy przewodniczący Konferencji Episkopatu Kolumbii.
7 lipca 1987 został mianowany biskupem diecezji Málaga-Soatá.
19 stycznia 2001 papież przeniósł go na stolicę biskupią Buga. Ingres odbył się dwa miesiące później.
11 maja 2012 przeszedł na emeryturę.